# Stad Niks
Stad Niks of Stad-Niks (Bildts: De Stad Niks) is een buurtschap in de gemeente Waadhoeke, in de Nederlandse provincie Friesland. De plaats ligt tussen Nij Altoenae en de Waddenzee aan de Nieuwe Bildtdijk en een stukje van de Schuringaweg in het dorpsgebied van Sint Annaparochie.

## Geschiedenis
In 1850 werd Stad Niks aangeduid op de kaart van Eeckhoff als een klein buurtje waar nu het Strandhuis Den Bildtpollen. Dit buurtje zou in het begin van de 1800 zijn ontstaan. In 1853 kwam Stad Niks als huisnaam voor. De plaatsnaam zou gekscherend zijn ontstaan, in de betekenis van een plaatsje van niks.
In 2006 stemde het merendeel van de bewoners van het noordelijke buitengebied tegen aansluiting bij het nieuwe dorp Nij Altoenae, waardoor Stad Niks binnen het dorpsgebied van Sint Annaparochie bleef. 

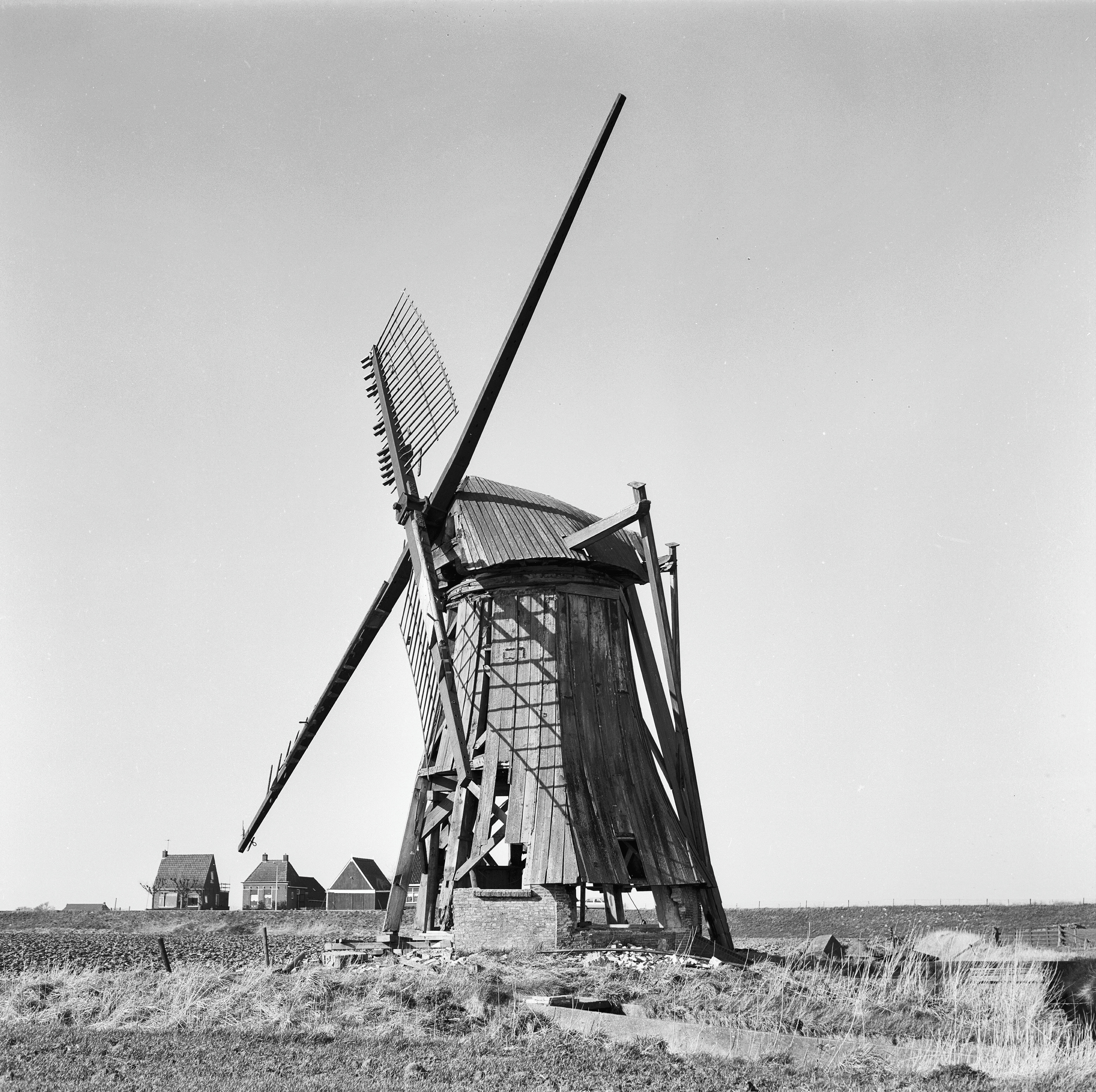
Molen De Noorderster in 1981

## Geografie
Door de buurtschap loopt de Nieuwe Bildtdijkstervaart. Volgens het Kadaster- en CBS-gegevens telde de buurtschap 47 adressen.
De buurtschap heeft diverse B&B's en een camping. Strandhuis Den Bildtpollen is niet een recreatief gebouw, maar was een gebouw van het Waterschap De Bildtpollen. Het gebouw dateert uit 1899 en werd gebouwd in de overgangsstijl als vervanger van de 'Dijks- of Contributiehuis van de Pollen'. In 1999 werd het gebouw aangewezen als rijksmonument.

## Molen De Noorderster
Bij Stad Niks stond tussen 1816 en 1983 een poldermolen. De grondzeiler en munnikemolen werd De Noorderster genoemd. De molen werd gesloopt en door de toenmalige gemeenteraad van de gemeente Het Bildt van de monumentenlijst gehaald op advies van de stichting De Fryske Mole, omdat de molen uit 1936 zou komen, en in slechte staat verkeerde. Later onderzoek wees uit dat de molen veel ouder was, en dat in 1936 slechts de roeden waren aangepast van de molen. Delen van de molen werden hergebruikt voor de molen het Zwaatje in Nijemirdum, wat wel een rijksmonument is.
Steden, dorpen en gehuchten: Achlum · Baijum · Beetgum · Beetgumermolen · Berlikum · Blessum · Boer · Boksum · Deinum · Dongjum · Dronrijp · Engelum · Firdgum · Franeker · Herbaijum · Hitzum · Klooster-Lidlum · Marssum · Menaldum · Minnertsga · Nij Altoenae · Oosterbierum · Oudebildtzijl · Peins · Pietersbierum · Ried · Ritsumazijl · Schalsum · Schingen · Sexbierum · Sint Annaparochie · Sint Jacobiparochie · Slappeterp · Spannum · Tzum · Tzummarum · Vrouwenparochie · Welsrijp · Westhoek · Wier · Winsum · Zweins

Buurtschappen: Arkens · Bonkwerd · Dijkshoek · Doijum · Fatum · Hatsum · Het Hooghout · Kie · Kiesterzijl · Kingmatille · Klooster Anjum · Koehool · Laakwerd · Lutjelollum · Miedum · Nieuwebildtzijl · Oosterend · Oosthoek · Rewerd (deels) · Roptazijl (deels) · Salverd · Schildum · Sopsum · Stad Niks · Tolsum · Tritzum · Tjeppenboer · Vrouwbuurtstermolen (deels) ·  Weakens · Westerend · Zwarte Haan

Voormalige buurtschappen:Barrum · De Kampen · De Poelen · De Vlaren · Dijksterhuizen · Franjumerburen · Holprijp · Koum · Langwerd · Teetlum · Memerd · War 

Friesland: Steden en dorpen      Nederland: Provincies · Gemeenten